# 蔵島由貴
蔵島 由貴（くらしま ゆき）は、日本のピアニスト。東京芸術大学音楽学部附属音楽高等学校 卒業（首席）。東京藝術大学 卒業。
イモラ国際ピアノアカデミー（L’Accademia Pianistica Internazionale di Imola ）卒業。

## 略歴
NHK教育テレビ　スーパーピアノレッスンへの出演を機に、2006年 EMIクラシックから、CD「献呈」TOCE-55880でデビュー。
クラシック演奏のほか、テレビ東京美の巨人たち エンディングテーマ「ノスタルジア」演奏、
X Japan hideトリビュートアルバムでの「MISERY」アレンジ・演奏、俳優・西村雅彦との音楽朗読劇（「 ベートーヴェン /不滅の恋人」）など、多方面の音楽活動に参加している。

## ディスコグラフィー
・「献呈」（EMIクラシックス）　/東芝EMI　TOCE-55880 (2006)
・「ラフマニノフ /ピアノ協奏曲第2番」（EMIクラシックス）　/EMIミュージック・ジャパン　TOCE-56016（2007）
・「ショパン/エチュード全集 作品10,作品25　３つの新練習曲」（TRITON）　/Octavia RecordsInc.　OVCT-00097（2013）
参加作品
・「モーストリー・クラシック～クラシック最新ヒッツ」（EMIクラシックス）/EMIミュージック・ジャパン　TOCE-55950（2007）
・「フジテレビ/めざましテレビプレゼンツ リフレッシュメント」（EMIクラシックス）/EMIミュージック・ジャパン　TOCE-55960（2007）
・「浅田舞&真央 スケーティング・ミュージック」（EMIクラシックス）/EMIミュージック・ジャパン　TOCE-56014（2007）
・「クラシカル・ナウ・ピアノ」　/EMIミュージック・ジャパン　（2009）
・「テレビ東京/放送500回記念アルバム『美の巨人たち』音楽集」/ポニー・キャニオン　PCCR-496（2010)
・「hide TRIBUTE IV-Classical SPIRTS-」/徳間ジャパンコミュニケーションズ　TKCA-73941（2013）

## 書籍
監修：1日30分 30日間でベートーヴェンが弾ける!/小学館　ISBN-13: 978-4094803051（2008)

## 映画
FLOWERS -フラワーズ-　（ピアニスト役）/東宝（2010）